# Buulderbroek
Het Buulderbroek is een vochtig natuurgebied van 18 ha bij de Nederlandse plaats Budel (provincie Noord-Brabant), dat zich bevindt langs de Buulder Aa. Het bestaat uit broekbos en is eigendom van de gemeente Cranendonck. Het is een van de Brabantse 'natte natuurparels', waar maatregelen tegen verdroging werden uitgevoerd. Binnen dit gebied bevindt zich de Immenhof, een bezoekerscentrum en tuin van de Budelse bijenhoudersvereniging. De Buulder Aa is aangewezen als natte ecologische verbindingszone.
Het sluit aan op andere waardevolle gebieden in het beekdal van de Buulder Aa, en tevens op het Cranendonckse bos bij Soerendonk, waarin de kasteelvilla Cranendonck ligt, die omringd wordt door een afwisselend en kleinschalig natuur- en cultuurlandschap. De gemeente Cranendonck wenst dit alles veilig te stellen door het integraal te beheren als 'Landschapspark Baronie Cranendonck'. Een openluchtzwembad, dat zich midden in het gebied bevond, is omgevormd tot een poel. Van hieruit start een aantal wandelroutes.
Binnen het gebied bevindt zich ook een drinkwaterpompstation, waarvan de capaciteit is teruggebracht in het kader van de strijd tegen verdroging. De bedoeling is dat dit pompstation, evenals de landbouwbedrijven in het Natuurnetwerk Nederland, ook een voorlichtende functie gaan vervullen. De cultuurhistorie zal worden benadrukt door de fundamenten van kasteel Cranendonck bloot te leggen.
Langs de Weergraaf hebben orchideeënrijke schraalgraslandjes gelegen, die men weer wil herstellen.